# ヘキサシアニド鉄(III)酸鉄(III)
ヘキサシアニド鉄(III)酸鉄(III)、ヘキサシアノ鉄(III)酸鉄(III)（英:Iron(III) hexacyanoferrate(III)）、またはフェリシアン化鉄(III)（英:Iron(III) ferricyanide）或いはシアン化鉄(III)（英:Iron(III) cyanide）は、鉄のシアン化物の錯体の一種である。外観は褐色固体で水に可溶。化学式はFe[Fe(CN)6]或いはFe(CN)3で表される。

## 生成
ヘキサシアノ鉄(III)酸カリウムと鉄(III)イオンの反応後の溶液の蒸発で得られる褐色固体である。　　{\displaystyle {\ce {Fe^3+ + [Fe(CN)6]^3- -> Fe[Fe(CN)6]}}}

## 性質
熱分解により、単体の鉄、炭素、窒素およびシアンガスなどが発生する。